# Петър Петров (актьор, р. 1930)
Вижте пояснителната страница за други личности с името Петър Петров.
Петър Стефанов Петров е български драматичен (театрален) актьор.

## Биография
Роден е на 26 октомври 1930 г. в с. Горско Ново село, област Велико Търново.

Завършва задочно: ВИТИЗ „Кр. Сарафов“, гр. София и българска филология във Великотърновския университет „Св. св. Кирил и Методий“.

Започва професионалната си актьорска дейност в театъра в гр. Кюстендил.

От 1961 г. играе на сцената на театъра в гр. Велико Търново до пенсионирането си през 1992 г.

Участва в над 200 театрални роли и се снима в 6 български игрални филма.

Дългогодишен рецитатор на стихове от Христо Ботев, Иван Вазов, Димчо Дебелянов, Пейо Яворов.

Женен е, има 2 сина, 4 внука и 2 правнука.
Умира на 14 септември 2019 г. в дома си в гр. Велико Търново.

## Театрални роли
- „Скъпа Памела“ (от Д. Патрик) – Сол Бозо (сезон 1989/90 г.)[2]
- „Под игото“ (от Иван Вазов, драматизация и реж. Симеон Шивачев; премиера: 20 април 1971 г.) – Мичо Бейзадето[3]
- „Пътят“ (от Георги Караславов, реж. Симеон Шивачев; премиера: 16 януари 1971 г.)[4][5]
- „Семейство“ (от И. Ф. Попов, реж. Тамара Кариаева; премиера: 5 април 1970 г.)[6]
- „Балдуин Фландърски“ (от Радко Радков, реж. Недялко Ковачев; премиера: 1 ноември 1969 г.) – цар Калоян [7][2]
- „Вечерите на Иван Гилин“ (от Николай Парушев, реж. Маргарита Тихинова; премиера: 26 април 1969 г.)[8]
- „Двама в новия град“ (по едноименния роман на Камен Калчев, драматизация на Василен Васев, реж. Недялко Ковачев; премиера: 24 февруари 1969 г.)[9]
- „Престолът“ (от Иван Вазов, реж. Маргарита Тихинова; премиера: 20 октомври 1968 г.) – цар Ивайло[2][10]
- „Амазонката“ (от Богомил Райнов, реж. Маргарита Тихинова; премиера: 10 октомври 1968 г.)[11]
- „Разлом“  (от Борис Лавреньов, реж. Недялко Ковачев; премиера: 3 ноември 1967 г.)[12]
- „Към пропаст“ (от Иван Вазов, реж. Димитър Стоянов; премиера: 25 септември 1967 г.) – Раксин[13][2]
- „Гимназисти“ (от К. Треньов, реж. Димитър Стоянов; премиера: 14 април 1967 г.)[14]
- „Лют звяр“ (от Никола Русев, реж. Константин Димчев; премиера: 13 ноември 1966 г.)[15]
- „Танго“ (от Георги Карастоянов, реж. Маргарита Тихинова; премиера: 17 септември 1966)[16]
- „Отново за любовта“ (от Едуард Радзински, реж. Йосиф Венков; премиера: 4 юни 1966 г.)[17]
- „Барабанчица“ (от Афанасий Салински, реж. Недялко Ковачев; премиера: 9 април 1966 г.) – Фьодор[18]
- „Еленово царство“ (от Георги Райчев, гост-реж. Константин Димчев; премиера: 6 февруари 1966 г.)[19]
- „Тайната на старата къща“ (от Панчо Панчев, гост-реж. Георги Аврамов; премиера: 13 февруари 1965 г.)[20]
- „Изпитание“  (от Гео Крънзов, реж. Недялко Ковачев; премиера: 30 ноември 1965 г.) – Калинов[21]
- „Добрата стара Англия“ (от Уилям Съмърсет Моъм, гост-реж. Виктор Марков; премиера: 12 ноември 1964 г.)[22] – Коли[23]
- „В полите на Витоша“ (от Пейо Яворов, гост-реж. Анастас Михайлов; премиера: 12 септември 1964 г.)[24] – Христофоров[25]
- „Я, колко макове!“ (от Никола Русев, реж. Владимир Найденов; премиера: 26 февруари 1964 г.)[26] – Витан[27]
- „Почивка в Арко Ирис“ (от Димитър Димов, реж. Владимир Найденов; премиера: 9 ноември 1963 г.) – Антонио[28]
- „Дъщерята на Калояна“ (от Фани Попова-Мутафова, драматизация Христо Серафимов, реж. Недялко Ковачев, премиера: 21 септември 1963 г.)[29] – Добромир[30]
- „Колеги“ (от Василий Аксьонов, реж. Владимир Найденов, премиера: 9 февруари 1963 г.) – Карпов[31]
- „Когато розите танцуват“ (от Валери Петров, реж. Владимир Найденов; премиера: 15 декември 1962 г.)[32]
- „По следите на бурите“ (от Димитър Панделеев и Димитър Генов, реж. Владимир Найденов; премиера: 3 ноември 1962 г.)[33]
- „Ивайло“ (от Иван Вазов, реж. Неделчо Чернев; премиера: 15 септември 1962 г.)[34] – Вихър
- „Светът е малък“ (от Иван Радоев, реж. Вили Цанков, премиера: 11 май 1962 г.)[35] – Антонио[36]
- „Моника“ (от Лайош Местерхази, реж. Симеон Шивачев, премиера: 6 януари 1962)[37] – Ласло[38]
- „Иван Шишман“ (от Камен Зидаров, реж. Николай Люцканов, премиера: 24 ноември 1961 г.)[37] – Мирослав (сезон 1961/62 г.)[39]
- „Патриарх Евтимий“ (от Радко Радков) – цар Иван Шишман[2]
- „Железният светилник“ (от Димитър Талев) – Стоян Глаушев[2]
- „За честта на пагона“ (от Камен Зидаров) – Витанов[2]
- „Четвъртият език“ – Мутимир[2]
- „Калоян“[2] – цар Калоян
- „Албена“ (от Йордан Йовков) – Нягул[2]
- „Царска милост“ (от Камен Зидаров) – цар Фердинанд[2]
- „Сборен пункт“ (от Душан Ковачевич) – Михайло[2] Павлович
- „Майстори“ (от Рачо Стоянов) – Тихол[2]
- „Магия 82“[2]
- „Най-голямата длъжност“[2]
- „Погрешен изстрел“[2]
- „Любов необяснима“[2]
- „Гераците“ (по едноименната повест на Елин Пелин)
- „Пожар“ (реж. Хачо Бояджиев)
- „Иван Шишман“ (от Камен Зидаров) – цар Иван Шишман
- „Легенда за майката“ (от Кръстьо Дренски)
- „Римска баня“ – Цеков
- „Прокурорът“ – Боян

## Филмография
| Година | Филми и Сериали       | Серии | Роля                                                             |
| ------ | --------------------- | ----- | ---------------------------------------------------------------- |
| 1981   | Капитан Петко войвода | 12    | съдебен заседател (в X серия; не е посочен в надписите на филма) |
| 1971   | Демонът на империята  | 10    | ратай на чорбаджи Павлин (в VIII с.)                             |
| 1958   | Гераците              |       | (не е посочен в надписите на филма)                              |
| 1958   | Сиромашка радост      |       | Славчо                                                           |

## Награди
- Орден „1300 години България“